# In the City (Madness)
In the City is een lied uit 1981 van de Britse ska-popband Madness. In Japan haalde het de hitlijsten, in Europa was het in 1982 de B-kant van de single Cardiac Arrest.

## Achtergrond
In the City werd tijdens twee bezoekjes aan Japan opgenomen voor een reclamespot ter promotie van de Honda City waarin Madness zelf ook voorkwam. Dit was zo'n succes dat In the City een Japanse single werd met op de B-kant Shut Up. 
In 1982 werden vier nieuwe City-spotjes opgenomen; twee in Amerika en twee tijdens een tournee door Japan met Bow Wow Wow. Die laatsten adverteerden de Turbo-variant.
In 1983 volgden er nog twee (Turbo en High Roof), maar deze werden thuis in Engeland gemaakt en op muziek van Driving in My Car. 
Plannen om in 1984 weer naar Japan te gaan werden afgeblazen; Madness bleek geen cent over te houden aan het City-avontuur en werd er gezien als een Monkeesachtige act. Pas in 2006 liet de band (minus saxofonist Lee Thompson die van een operatie herstelde) zich weer zien in het land van de rijzende zon; bij een van de concerten werd In the City na 24 jaar nog eenmaal opgevoerd.